# Mound City (Missouri)
Mound City è una città degli Stati Uniti d'America, nella Contea di Holt, nello Stato del Missouri.

## Geografia fisica
Secondo lo United States Census Bureau, la città ha una superficie totale di 3,34 km².